# Ifigenia (película de 1986)
Ifigenia es una película venezolana dirigida por Iván Feo, estrenada en 1987. Basada en la novela homónima de Teresa de la Parra.

## Argumento
María Eugenia Alonso, casi mujer, aún adolescente, regresa de Europa para imponer la luz de su razón a la de su vieja casa, templo del aburrimiento, en donde flota, como en las antiguas y húmedas iglesias, el olor añejo de las tradiciones y de la raza.
María Eugenia desde el comienzo proclama muy en alto su independencia de espíritu y su firme propósito de guiarse por ideas claras y lógicas. Rechaza un orden en el que no cree y que impone absurdos: encierro, aburrimiento, mojigatería y prohibiciones que se oponen a sus ansias de vivir.
Por un lado está la libertad, la pasión, el amor sin compromiso y por encima de todo la vida. Por el otro el conformismo, la seguridad y la estabilidad, el respeto a las reglas y el consecuente reconocimiento social. Así, entre una abuela y un tío alocado, entre una aventurada pasión y un matrimonio convencional, María Eugenia se ve envuelta en un agobiante triángulo amoroso cuyas peligrosas consecuencias dependerán de su ya postrada voluntad y decidirán implacablemente su destino.

## Producción
La película fue el Primer Film-Escuela de la Universidad Central de Venezuela. Su guion se produjo en los Talleres de Guion correspondientes y desde su producción se planificó dividirla en siete (7) Áreas de Aprendizaje, en donde 42 estudiantes, seleccionados y entrenados, participaron.

## Reparto
- Marialejandra Martin como María Eugenia Alonso
- Jean Carlo Simancas como Gabriel Olmedo
- Vilma Ramia como Mercedes Galindo
- Enrique Aular como Perucho
- Diana Insausti como María Antonia
- Guillermo Feo García  como Tío Eduardo
- Elsa Martínez como Tía Clara
- Iván Feo como César Leal
- Adriano González León como Tío Pancho
- Cecilia Martínez como La Abuela
- Luis Castro Leiva como Alberto Galindo

## Premios
- Festival internacional de cinema de expressão ibérica, Arcos de Valdevez (1987): Grande Premio, ex aequo con Matador de Pedro Almodovar y Opera do Malandro de Rui Guerra.
- Festival de Cine de Bogotá (1986): Premio Especial del Jurado.
- Premios Asociación Nacional de Autores Cinematográficos (1987):
  - premio Mejor Producción;
  - premio Mejor Actor de Reparto;
  - premio Mejor Vestuario.
- Comisión de Cultura del Cabildo de Caracas Sección Largometrajes (1987):
  - premio Mejor Fotografía.